# Семискуль (озеро, Курганская область)
Семискуль — пресное озеро правильной овальной формы в Семискульском сельсовете Мокроусовского района Курганской области.

## Этимология
В тюркских языках «Семискуль» имеет значение «Жирное озеро», «Богатое озеро».

## Географическое положение
Часть Мокроусовского государственного природного зоологического заказника.

## Характеристики
Площадь — в зависимости от объема полых вод колеблется от 1,75 до 3 км². В среднем 315 га. Водный уровень зависит от паводковых вод и атмосферных осадков. По картам Генштаба СССР высота водного зеркала составляет 135,3 метра над уровнем моря. По отношению к соседним озерам, урез воды выше, весною часть вод стекает в займище Куртан. Дно илистое. Растительность: осока, тростник. Летом озеро цветёт.

## Животный мир
В озере водятся золотые и серебряные караси. Предпринимались попытки разведения сырка (пеляди), ротана. По воспоминаниям старожилов в старину в озере водился крупный окунь, и в XX веке гольян. Любительская рыбалка характеризуется непостоянством улова.
Служит местом массового гнездования многих водно-болотных птиц. Гнездящаяся птица: кудрявый пеликан, чернозобая гагара, серая цапля, дикий гусь, лебедь-кликун, кряква, сизая чайка, красноносый нырок, серый журавль.

## Историческое значение
Впервые встречается в русских письменных источниках XVII века в «Сибирском летописце».

Юго-западный берег озера (Урочище Убиенное) — место кровопролитной битвы отряда тобольского сына боярского Василия Шульгина (50 тобольских детей боярских, 60 конных казаков и литовского и новокрещенского списка, 45 татар, 172 беломестных казака и «охочие крестьяне» из Ялуторовской и Суерской слобод) с кочевниками-казахами (около 3000 чел.). «Семискульское побоище» 27 июля 1693 года. Отряд В. П. Шульгина вынужден был принять бой в невыгодных для себя условиях. Недалеко от места сосредоточения кочевников у озера у русских подломилась телега с порохом и им пришлось занять оборону прямо в открытой степи, кроме того пошёл сильный дождь и у служилых людей ружья замочило. Выжило 14 человек, взятых в плен и позднее бежавших.
Северо-восточный берег — место возведения в 1747 году одной из старейших в районе крепости Российской империи редут (форт) Семискульский

## Населённые пункты
На западном берегу озера расположено село Одино, на восточном — деревня Семискуль (с 2005 года нежилая).

## Топонимическое значение
Семискуль — основной топоним округи, давший имя форпосту, деревне, селу, приходу, совхозу, средней школе, лесничеству.